# Penstemon sudans
Penstemon sudans är en grobladsväxtart som beskrevs av Marcus Eugene Jones. Penstemon sudans ingår i släktet penstemoner, och familjen grobladsväxter. Inga underarter finns listade i Catalogue of Life.

## Bildgalleri

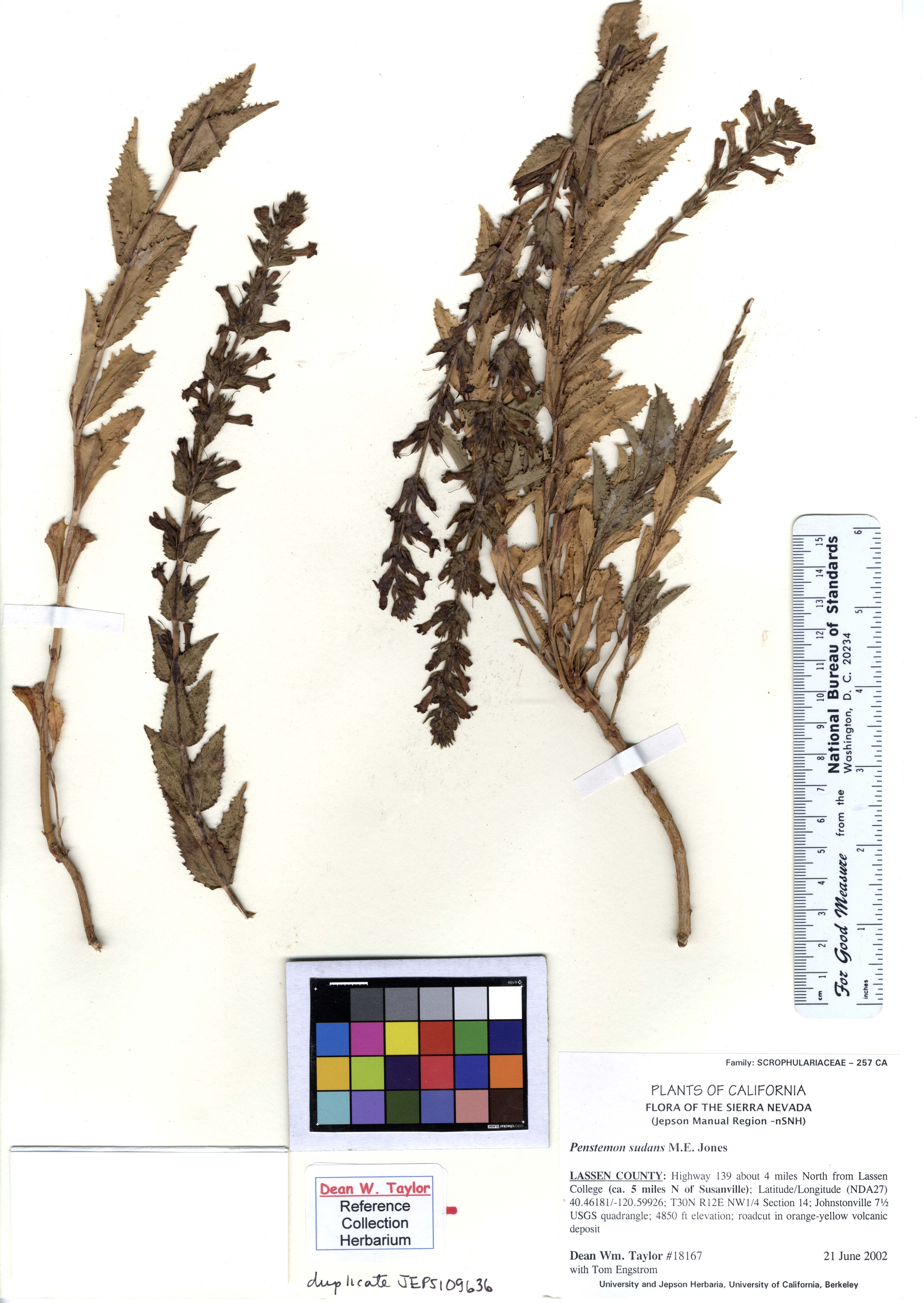